# Börringekloster
Börringekloster är en bebyggelse omkring Börringeklosters slott. SCB avgränsade 2010 en småort för slottet och byggnaderna öster om det.